# Система разломов Марлборо

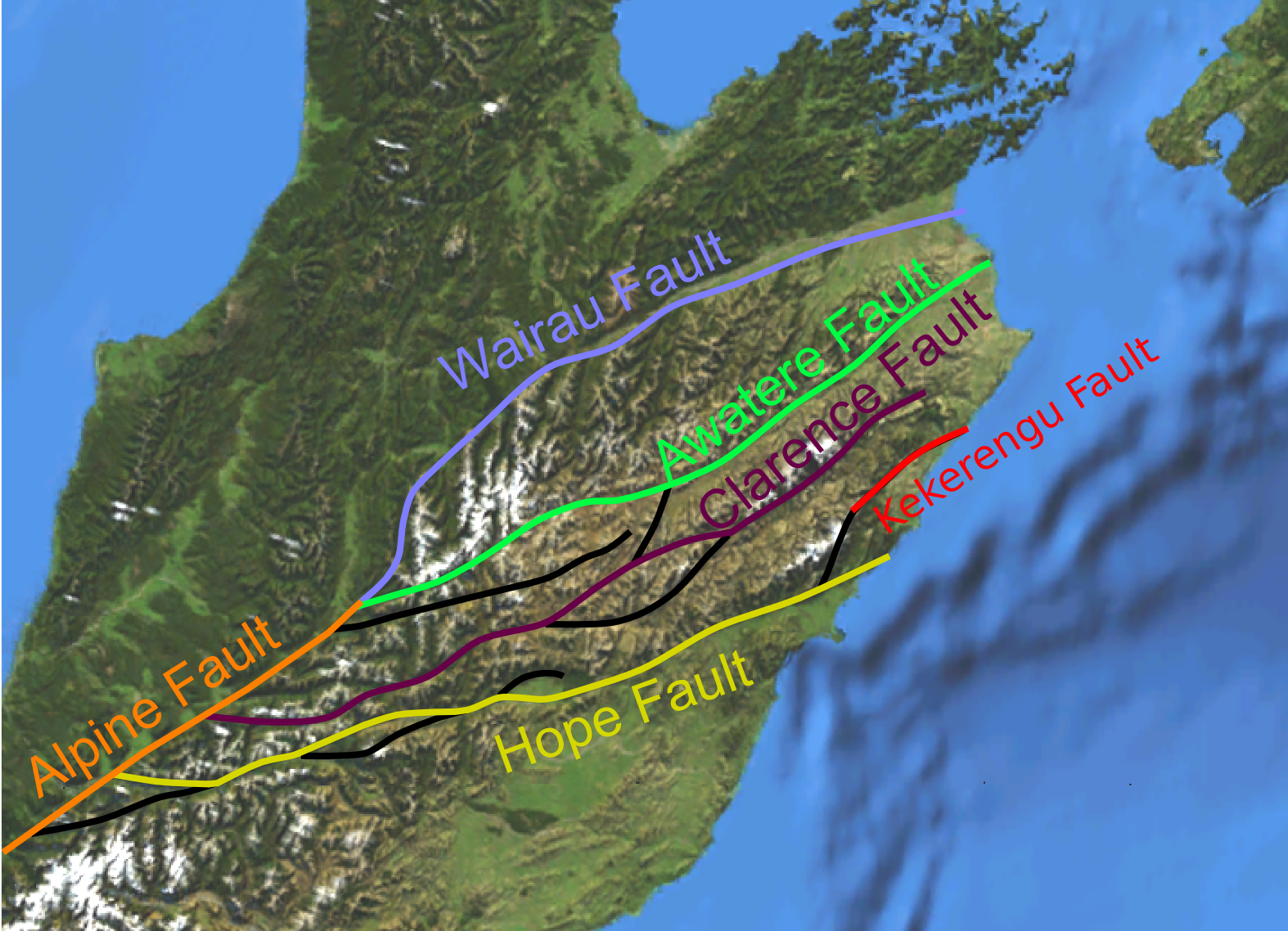
Карта системы разломов Марлборо

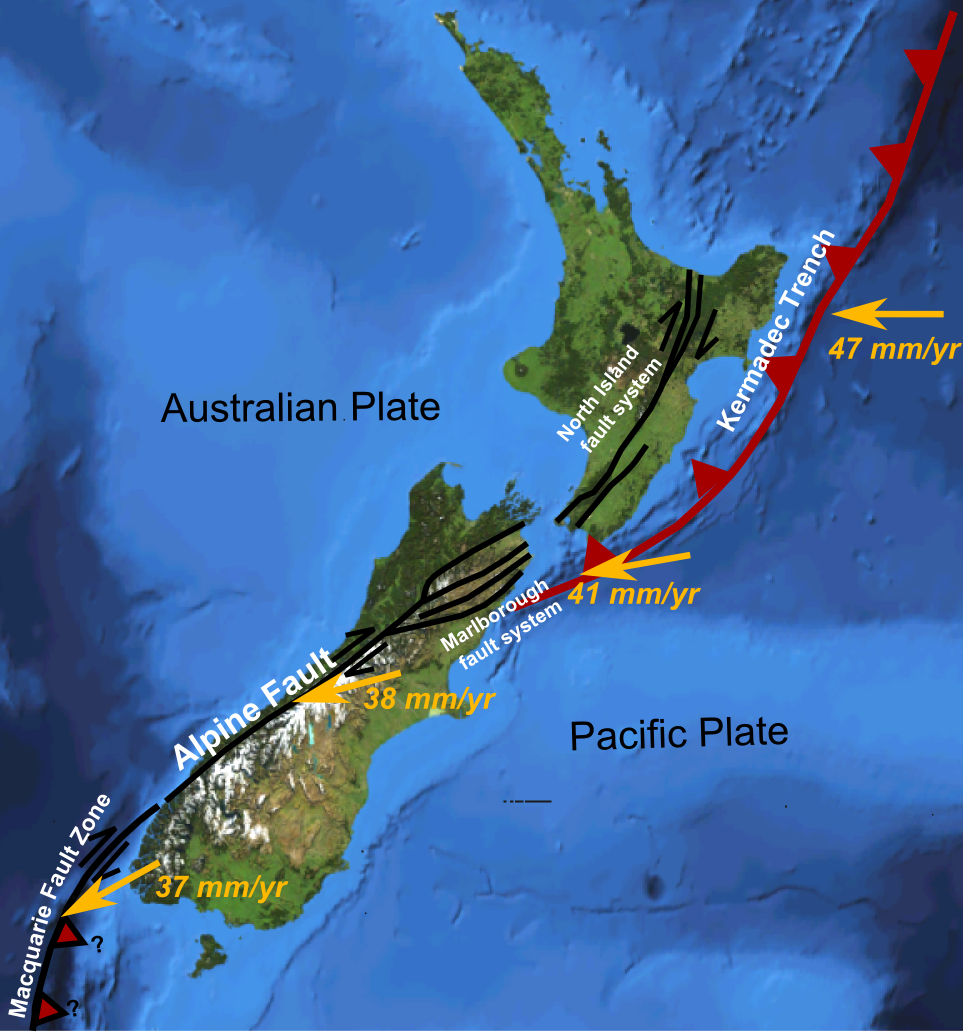
Основные зоны активных разломов Новой Зеландии. Показано изменение вектора смещения Тихоокеанской плиты относительно Австралийской плиты вдоль конвергентной границы плит

Систе́ма разло́мов Ма́рлборо — совокупность четырёх больших правосторонних сдвигов и связанных с ними геологических структур в северной части Южного острова Новой Зеландии. Это система трансформных разломов, проходящих от Альпийского разлома до жёлоба Кермадек, вдоль конвергентных границ которых происходит относительное движение Австралийской и Тихоокеанской литосферных плит.

## Геометрия
Система разломов Марлборо состоит из четырёх основных сдвиговых разломов, по которым передаётся практически всё смещение, связанное с границами расположенных здесь литосферных плит. Другие, более мелкие разломы, образовались в результате взаимодействия этих четырёх разломов или передают деформации земной коры между ними, как, например, разломы Ньютон и Хура в западной части разлома Хоуп и надвиг Джордан, образующий хребет Сиуорд Каикоура. Правосторонний сдвиг в этой области также возник вследствие вращения крыльев разломов примерно на 20° по часовой стрелке со времён плиоцена.

## Развитие
Система разломов Марлборо образовалась около 5 миллионов лет назад, в течение раннего плиоцена, вследствие изменений в движении литосферных плит. Благодаря Альпийскому разлому, литосферные плиты в основном стали взаимодействовать по касательной, увеличив мощность конвергенции. Система сдвиговых разломов образовалась как следствие этого изменения, приняв на себя большую часть сдвиговых составляющих движения плит.

## Разломы
В системе — четыре основных разлома, несмотря на то, что в этой области изучено множество других, более мелких разломов или надвигов.

### Разлом Хоуп
Разлом Хоуп находится в самой южной части системы разломов Марлборо. Вычисленная скорость скольжения в течение голоцена составляла 20—25 мм/год, более половины всего смещения плит в районе конвергентной границы. В северо-восточной части разлом Хоуп соединяется с надвигом Джордан и большая часть смещений передаётся на него. Разлом получил своё наименование по реке Хоуп, протекающей вдоль одного из центральных сегментов разлома.

### Разлом Кларенс
Основная статья: Разлом Кларенс
Разлом Кларенс начинается от Альпийского разлома и заканчивается в 10 км к западу от Уорда, где внезапно обрывается. Скорость скольжения в голоцене, вычисленная для этого разлома, составляет 3,5—5,0 мм/год. На поверхности сдвиг выглядит практически горизонтальным, но непрерывное поднятие соседнего горного кряжа Иннер Каикоура Рейндж в течение того же периода приводит к выводу, что некоторые компоненты сдвига в глубине разлома вызывают образование надвигов или взбросов под горным кряжем. Дополнительный 10° поворот по часовой стрелке был обнаружен в блоке, расположенном в северо-восточной оконечности разлома Кларенс. Разлом получил имя по названию реки Кларенс, которая протекает по линии разлома в его северо-восточной части.

### Разлом Аватере
Основная статья: Разлом Аватере
Разлом Аватере состоит из двух основных сегментов: Моулсворт на юго-западе и Восточной секции на северо-востоке. Вычисленная скорость скольжения в сегменте Моулсворт составляет 4,4 мм/год. Разлом получил имя по названию реки Аватере, чья долина следует по разлому на некотором его протяжении.

### Разлом Уаирау
Основная статья: Разлом Уаирау
Разлом Уаирау иногда рассматривается как прямое продолжение Альпийского разлома. Его могут называть разломом Альпы-Уаирау. Он получил имя по названию реки Уаирау, протекающей по разлому на большем его протяжении. Вычисленная скорость скольжения в разломе составляет 3,5 мм/год.

## Сейсмичность
Все составляющие системы разломов Марлборо являются сейсмически активными. Со времён основания европейского поселения в Новой Зеландии, землетрясения случались в разломах Хоуп и Аватере, в небольшом разломе Поултер. Изучение геоморфологии и исследования выявили множество землетрясений, произошедших в голоцене во многих местах системы разломов Марлборо. Разлом Хоуп, имеющий самую высокую скорость скольжения, характеризуется самым коротким интервалом повторения землетрясений.